# ألبرخت ألتدورفر

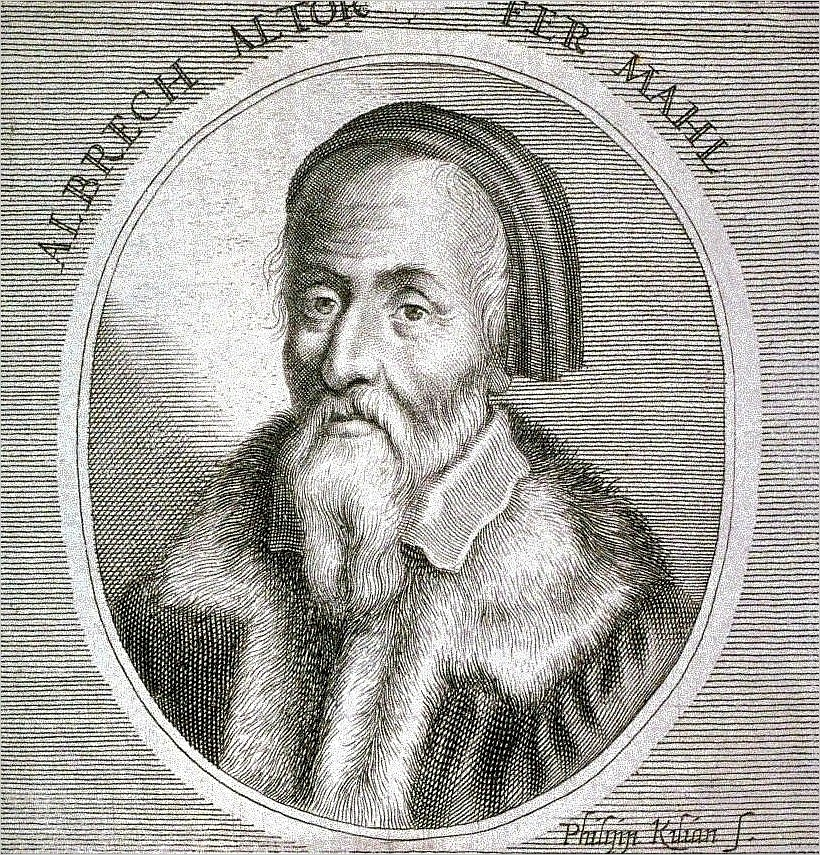
ألبرخت ألتدورفر، رسم فليپ كيليان.

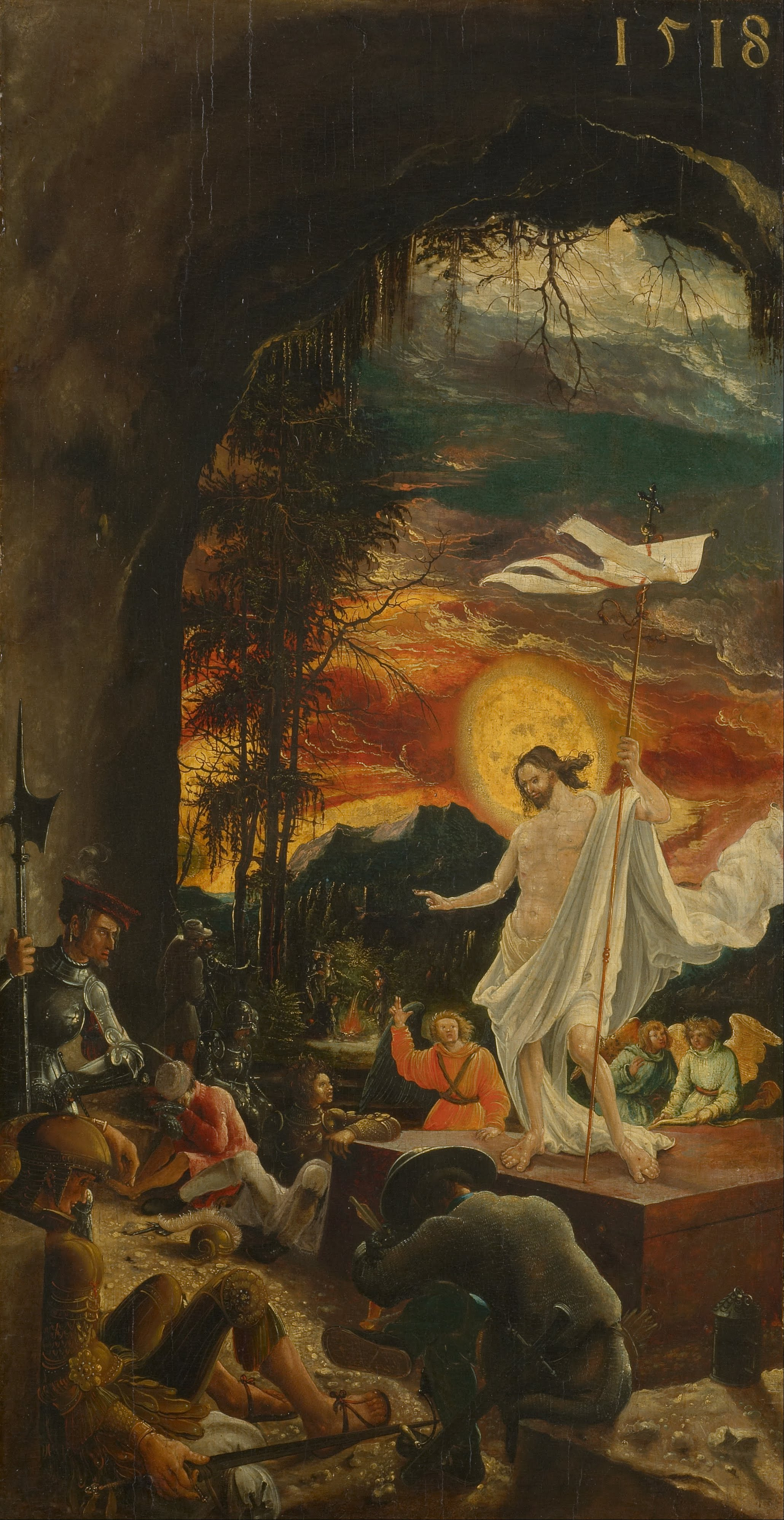
القيامة، رسم ألتدورفر، 1518

ألبرخت ألتدورفر (1480-12 فبراير 1538) رسام ونقاش ومهندس ألماني من عصر النهضة من ريغنسبورغ ، بافاريا. يُنظر إليه على أنه الممثل الرئيسي لمدرسة الدانوب جنبًا إلى جنب مع لوكاس كراناخ وولف هوبر، حيث استخدم موضوعات توراتية وتاريخية على خلفيات طبيعية من الألوان التعبيرية، يشتهر بكونه من أوائل الفنانين الذين اهتموا بالمناظر الطبيعية كموضوع مستقل، وكفنان يقوم أيضًا بعمل نقوش معقدة صغيرة ، يُنظر إليه على أنه ينتمي إلى مجموعة ليتل ماسترز وهم مجموعة من صانعي الطباعة الألمان الذين عملوا في النصف الأول من القرن السادس عشر بشكل أساسي في النقوش.

## حياته
ولد في ريغنسبورغ عام 1480. لا يعرف الكثير عن نشأته، ويظن أنه ابن المصور أولريخ ألتدورفر، الذي تخلى عام 1491 عن حق المواطنة في بلدة راتيسبون، إلا أن ألبرخت استرد هذا الحق عام 1505 قبل أن يصبح في عام 1519 عضواً في مجلس المدينة الموسع. وفي عام 1526 أصبح عضواً في مجلس المدينة المصغّر وهيأه ذلك لشغل منصب مهندس المدينة في العام ذاته.

## الرسم
وليس هناك ما يدل على دراسته الفنية، ولكن أعماله تنبئ بتأثير دورر ولوكاس كراناك فيه، وتعود أولى رسومه ومحفوراته الخشبية المؤرخة إلى عام 1506. أما أقدم لوحاته «الولادة» و"القديسان فرانسوا وجيروم» و«أسرة الساتير» فمؤرخة في عام 1507.
تتميز هذه الأعمال بحركة داخلية تصل إلى حد الغرابة في التعبير، وتبدو فيها الأحياء والصخور والأبنية بتهدمها وتمزقها كأنما تنتمي إلى مملكة النبات وتستجيب إلى قوانين عالم قاس تبتلع غابته الكثيفة جميع الكائنات الصغيرة، (لوحة القديس جورج). وتقوم التقنية التي يستخدمها الفنان على توضيح كل عناصر اللوحة، الأشخاص وتفاصيل الأرض والنبات، إضافة إلى مجموعة حزوز متوازية تساعد في توحيد المجموع. وفي بعض الأعمال، تذكّر ثنيات الثياب التي تتكسر على الأرض، بالجذور تلتف حول الرداء. وفي أعمال أخرى، توحي النباتات المتدلّية على الأشجار والجدران بأشكال شعر إِنساني.

## لوحات في ميونخ

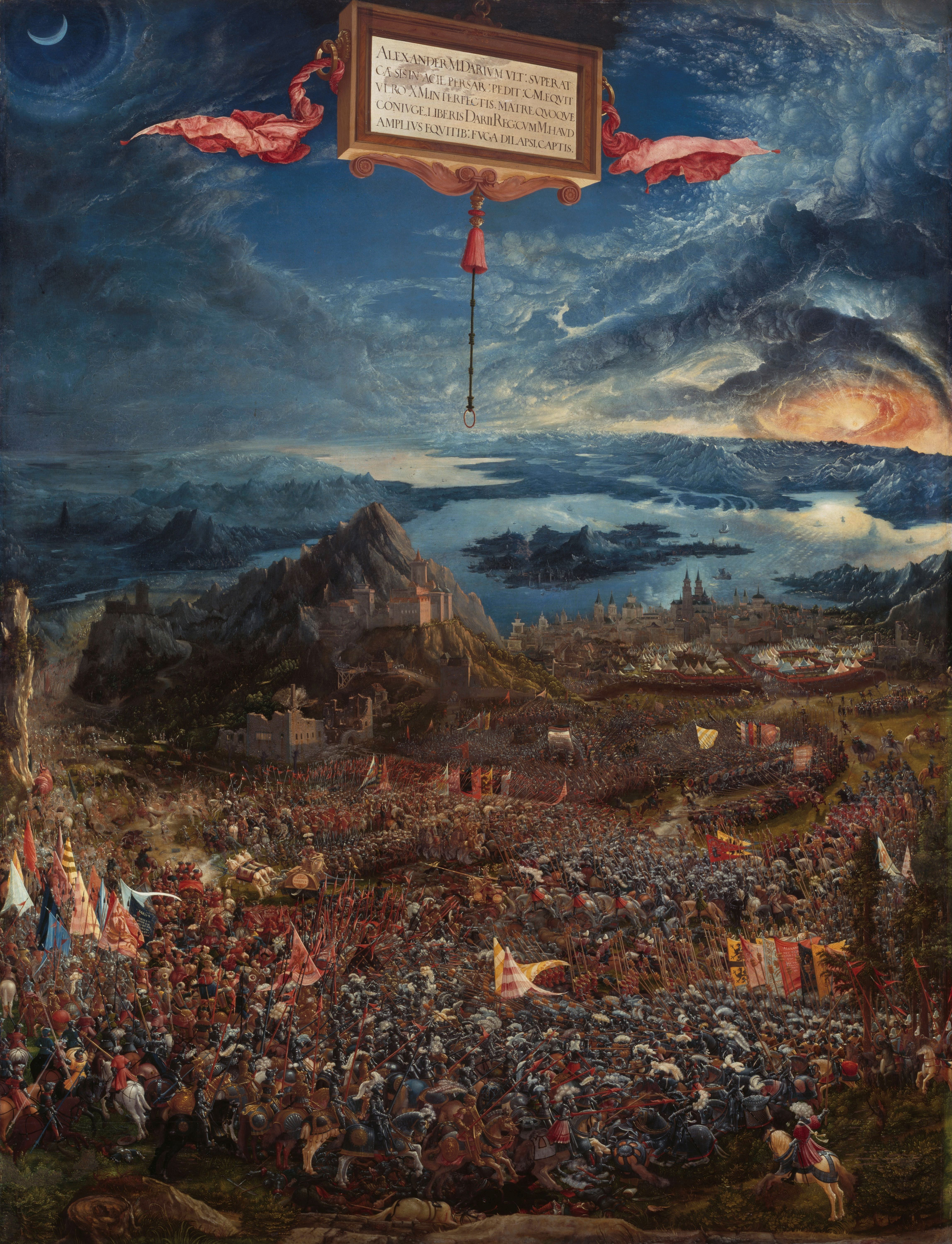
The Battle of Issus/Alexander, 1529,
Wood, 158,4 × 120,3 cm Alte Pinakothek, Munich.

وفي عام 1511 بدأت مرحلة جديدة من حياة ألتدورفر بسفره إلى النمسة لينجز «رافدة المذبح في سان ـ فلوريان» Retable de Saint Florian، التي تتألف من ثمانية ألواح تمثل «مشاهد آلام المسيح» وأربعة ألواح مكرّسة لسيرة القديس سيباستيان. وفي هذا العمل ألوانٌ جديدة مشعة تساعد على إبراز الأشخاص بحدة فوق الخلفيات المعمارية الملونة بقيم حيادية مستوحاة جزئياً من قطعة إيطالية محفورة تمثل رسماً من أعمال برامانته.
أتاحت «مشاهد الآلام» المذكورة الفرصة لألتدورفر لتمثيل تبدلات النور في مختلف أوقات النهار، بمهارة فائقة. ويدفع اتساع مساحة «الرافدة» إلى الاعتقاد بأن الفنان أنفق في إنجازها وقتاً طويلاً، ويؤكد ذلك ما يُرى من تطور ملموس في بعض الألواح: فالمشهدان الليليان «جبل الزيتون» و"الاعتقال» اللذان أُنجزا أولاً، يقتربان من أسلوب المرحلة الأولى، في حين تبدو في المشاهد الأربعة لاستشهاد «القديس سيباستيان» التي أتمها لاحقاً، علامات التطور والتجديد.
إلى جانب رافدة «سان فلوريان»، قام ألتدورفر بتنفيذ أعمال أخرى كلّفه بها الإمبراطور مكسيميليان: رسوم محفورة على الخشب، ورسوم على هامش كتاب «صلوات الإمبراطور»، وسبع لوحات أخرى تحكي سيرة القديس فلوريان كانت على الأرجح أجزاء من رافدة مذبح آخر وفيها يزداد تألق الألوان وتدهش الناظر بنظامها المعماري.

## الطباعة

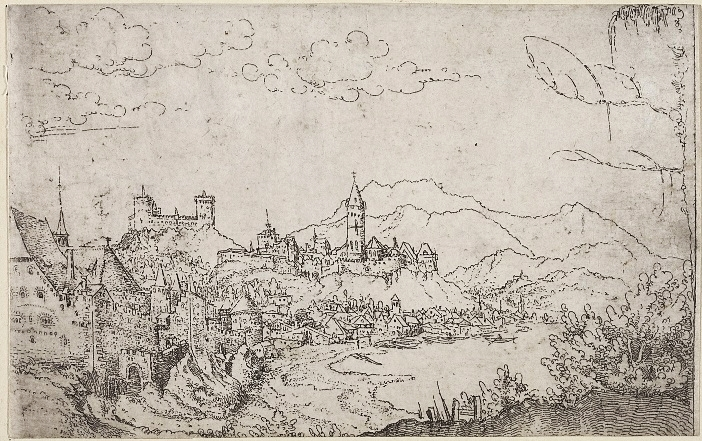
Altdorfer's etching Landscape with a city by the lake (1520s), المتحف الوطني في وارسو.

في بداية العقد الثالث من القرن السادس عشر، يظهر في أعمال ألتدورفر الموضوع الذي سيطر على فنه في هذه المرحلة وهو المنظر الطبيعي.وتعد لوحتا: «منظر العبّارة» و«الدانوب قرب راتيسبون»، أول لوحتين في تاريخ الفن الغربي اقتصرتا على موضوع المنظر.
وفي عام 1528 تخلى ألتدورفر عن تعيينه في منصب رئاسة بلدية راتيسبون ليخصص وقته لرائعته الكبرى «معركة الاسكندر» التي يبرهن فيها على عبقريته في الألوان: منظر كوني يشكل مسرح الأحداث، يشاهد من الأعلى، يذكر بالفنان باتينير في اتساعه وليوناردو دافنشي في أشكال الجبل، حيث تتعايش الشخصيات الرئيسية، السماء والبحر والأرض، يأتيها الضوء من الشمس والقمر في آن واحد، وتتداخل الأشكال الدقيقة للجنود في كتلة متراصة من تشابك الرماح، وتبدو في تقدمها كأنها تتعشق تضاريس الأرض.

## الحياة العامة
إلا أن إنتاجه يقل أو يندر في العقد الرابع وينحصر في أعمال منها أعمال الفريسك في الحمامات الملكية في راتيسبون، التي لم يبق منها سوى أجزاء قليلة، ولوحة كبيرة تمثل «لوط وبناته» (صورت عام 1537). هنا يبتعد الفنان عن تقاليد الدانوب لكي يتبنى العناصر المفضلة لدى فناني عصر النهضة، ويتركز اهتمامه على الجسم الإنساني، وتحتل الألوان النضرة مكان القيم القاتمة. وفي كل الأحوال يبقى ألتدورفر من أكبر المصورين الألمان القدماء، وقد أثر في فن التصوير الألماني تأثيراً كبيراً ولاسيما رسم المناظر الطبيعية.

## قراءات إضافية
- Alte Pinakotek, Munich; (Summary Catalogue -various authors),1986, Edition Lipp,ISBN 3-87490-701-5
- CS Wood, Albrecht Altdorfer and the Origins of Landscape, 1993, Reaktion Books, London, ISBN 0-948462-46-9
- Christoph Wagner, Oliver Jehle (ed.), Albrecht Altdorfer. Kunst als zweite Natur, 2012, Schnell & Steiner Verlag, Regensburg (= Regensburger Studien zur Kunstgeschichte, Band 17), (ردمك 978-3-7954-2619-4)

## وصلات خارجية
- ألبرخت ألتدورفر على موقع الموسوعة البريطانية (الإنجليزية)
- ألبرخت ألتدورفر على موقع إن إن دي بي (الإنجليزية)
- ألبرخت ألتدورفر على موقع ديسكوغز (الإنجليزية)

- Works by Albrecht Altdofer at the Museum of New Zealand Te Papa Tongarewa
- Works by Altdorfer at Zeno.org
- Albrecht Altdorfer in the "History of Art"
- Albrecht Altdorfer Wallpapers
- Page at artcyclopedia.com
- Page at ibiblio.org
- Artvibrations Archive: https://web.archive.org/web/20110211004452/http://www.artvibrations.com/AlbrechtAltdorfer/
- Albrecht Altdorfer Paintings Gallery (Public Domain Paintings - www.art.onilm.com)
- Prints & People: A Social History of Printed Pictures, an exhibition catalog from The Metropolitan Museum of Art (fully available online as PDF), which contains material on Albrecht Altdorfer (see index)